# Anglesola
Anglesola – gmina w Hiszpanii, w prowincji Lleida, w Katalonii, o powierzchni 23,7 km². W 2011 roku gmina liczyła 1385 mieszkańców.